# Поповски, Иван Павлович
И́ван Павлович Попо́вски (род. 2 июня 1969, Скопье) — македонский театральный режиссёр.
Учился в Российском институте театрального искусства на режиссёрском факультете. Поставленный им в 1991 году спектакль «Приключение» по пьесе Марины Цветаевой, получил в 1992 году премию «Гвоздь сезона». В 2007 году получил почётное звание «Посол культуры Республики Македония в РФ». Заслуженный деятель искусств Российской Федерации (2024).

## Театральные работы
- 1992 — «Ваятель масок» (по Ф. Кроммелинку), Независимая труппа Аллы Сигаловой (Москва)
- 1993 — «Баня» (по В. Маяковскому), театр «Феникс» (Нью-Йорк)
- 1994 — «Балаганчик» (по А. Блоку), «Одеон — театр Европы» (Париж), Театр Моссовета (Москва)
- 1998 — «Фауст и Елена» (по Ю. Юрченко), город Мобёж, Франция
- 1998 — «Пугачев» (по А. Пушкину и С. Есенин), «Пятый театр» (Омск)
- 2000 — «Отель Европа»
- 2001 — «Macedoine — Одиссея 2001», Охридский театральный фестиваль, Македония
- 2001 — «Записки сумасшедшего» (по Н. Гоголю, Македония
- 2002 — «Отравленная туника» (по Н. Гумилёву), «Мастерская Петра Фоменко» (Москва)
- 2003 — «P. S. Грезы…» (по Шуберту и Шуману), Театр музыки и поэзии (Москва) под руководством Елены Камбуровой
- 2003 — «Царская невеста» (по Н. Римскому-Корсакову), Центр оперного пения Галины Вишневской
- 2005 — «Абсент» (концерт-галлюцинация), Театр музыки и поэзии (Москва) под руководством Елены Камбуровой
- 2005 — «Риголетто» (по Д. Верди, Центр оперного пения Галины Вишневской
- 2006 — «Носорог» (по Э. Ионеско), «Мастерская Петра Фоменко» (Москва)
- 2007 — «Кармен» (по Ж. Бизе, Центр оперного пения Галины Вишневской
- 2007 — «Капли Датского короля», Театр музыки и поэзии (Москва) под руководством Елены Камбуровой
- 2008 — «Времена… Года…», Театр музыки и поэзии (Москва) под руководством Елены Камбуровой
- 2010 — «Алиса в Зазеркалье» (Л. Кэрроллу), «Мастерская Петра Фоменко» (Москва)
- 2010 — «Обыкновенное чудо» (мюзикл), Театральный центр на Дубровке
- 2012 — «Борис Годунов» (по М. Мусоргскому, Центр оперного пения Галины Вишневской
- 2012 — «Идиот» (по Ф. Достоевскому), Молодежный театр Загреба
- 2012 — «Земля» (по И. Баху), Театр музыки и поэзии (Москва) под руководством Елены Камбуровой
- 2015 — «Сон в летнюю ночь» (по У. Шекспиру) — «Мастерская Петра Фоменко» (Москва), лауреат премии «Золотая маска»
- 2015 — «Победа. Реквием», Театр музыки и поэзии (Москва) под руководством Елены Камбуровой
- 2017 — «Двенадцать» (по А. Блоку), Театр музыки и поэзии (Москва) под руководством Елены Камбуровой
- «Война и мир», Большой театр
- «Там где я не был», 6-я Американская студия МХТ
- 2020 — «Молли Суини» (по Б. Фрилу) «Мастерская Петра Фоменко» (Москва)
- 2021 — оперетта «Москва, Черёмушки» (по Д. Шостаковичу), камерная сцена Большого театра
- 2023 — «Вишневый сад» (по А. П. Чехову) «Мастерская Петра Фоменко» (Москва)

## Награды
- 2007 — Звание «Посол культуры Республики Македония в РФ»
- 2008 — Медаль Пушкина (16 декабря 2008 года, Россия) — за большой вклад в укрепление российско-македонских отношений, популяризацию русского языка и российской культуры[1].
- 2009 — Национальная премия «Музыкальное сердце театра» за спектакль «Времена… Года…»
- 2009 — «Хрустальная Турандот» за спектакль «Времена… Года…»
- 2024 — Заслуженный деятель искусств Российской Федерации (8 февраля 2024 года) — за большой вклад в развитие отечественной культуры и искусства, многолетнюю плодотворную творческую деятельность[2]